# Тбилиси
Тбили́си (на грузински: თბილისი, до 1936 г. Тифлис) е столицата на Грузия. Разположен е на река Кура и към 2014 г. има около 1 062 282 жители.

## История
Тбилиси е основан през 458 г. от цар Вахтанг I Горгасали на мястото на малко селце, съществуващо от IV век. След окупация от перси, араби и селджуки, през 1122 година градът е превзет от грузинския цар Давид IV Строителя, който премества своята столица от Кутаиси в Тбилиси. По-късно градът отново е под персийски контрол, а през 1801 година е завладян от Русия. По време на съществуването на независима Грузия между 1918 и 1921 година Тбилиси е отново нейна столица. През 1921 година Грузия отново е окупирана от Съветска Русия и Тбилиси става център на Закавказката съветска федеративна социалистическа република, а по-късно на Грузинската ССР. От 9 април 1991 година Тбилиси отново е столица на независима Грузия.

## География
Тбилиси е разположен в Тбилиската котловина, на двата бряга на река Кура. Надморската му височина варира между 380 m и 770 m.

### Климат
| Климатични данни за Тбилиси           | Климатични данни за Тбилиси | Климатични данни за Тбилиси | Климатични данни за Тбилиси | Климатични данни за Тбилиси | Климатични данни за Тбилиси | Климатични данни за Тбилиси | Климатични данни за Тбилиси | Климатични данни за Тбилиси | Климатични данни за Тбилиси | Климатични данни за Тбилиси | Климатични данни за Тбилиси | Климатични данни за Тбилиси | Климатични данни за Тбилиси |
| Месеци                                | яну.                        | фев.                        | март                        | апр.                        | май                         | юни                         | юли                         | авг.                        | сеп.                        | окт.                        | ное.                        | дек.                        | Годишно                     |
| Абсолютни максимални температури (°C) | 19,5                        | 22,4                        | 28,9                        | 34,4                        | 35,1                        | 40,2                        | 42,0                        | 40,4                        | 37,9                        | 33,3                        | 27,2                        | 22,8                        | 42,0                        |
| Средни максимални температури (°C)    | 6,6                         | 7,7                         | 12,6                        | 18,9                        | 23,1                        | 28,1                        | 31,2                        | 30,9                        | 26,4                        | 19,8                        | 12,8                        | 8,4                         | 18,9                        |
| Средни температури (°C)               | 2,3                         | 3,1                         | 7,2                         | 12,7                        | 17,2                        | 21,7                        | 24,9                        | 24,7                        | 20,2                        | 14,2                        | 7,9                         | 3,7                         | 13,3                        |
| Средни минимални температури (°C)     | −0,8                        | 0,0                         | 3,2                         | 8,4                         | 12,4                        | 16,5                        | 19,8                        | 19,5                        | 15,4                        | 10,4                        | 4,9                         | 1,3                         | 9,3                         |
| Абсолютни минимални температури (°C)  | −24,4                       | −14,8                       | −12,8                       | −3,8                        | 1,0                         | 6,3                         | 9,3                         | 8,9                         | 0,8                         | −6,4                        | −7,1                        | −20,5                       | −24,4                       |
| Средни месечни валежи (mm)            | 17                          | 19                          | 27                          | 51                          | 47                          | 58                          | 29                          | 37                          | 24                          | 41                          | 29                          | 17                          | 396                         |
| ------------------------------------- | --------------------------- | --------------------------- | --------------------------- | --------------------------- | --------------------------- | --------------------------- | --------------------------- | --------------------------- | --------------------------- | --------------------------- | --------------------------- | --------------------------- | --------------------------- |
| Източник: Погода и Климат             |                             |                             |                             |                             |                             |                             |                             |                             |                             |                             |                             |                             |                             |

## Население
Населението на града през 2014 година е 1 062 282 души.
| 1825      | 1833      | 1840      | 1856      | 1867    | 1870    | 1885    |
| --------- | --------- | --------- | --------- | ------- | ------- | ------- |
| 29 859    | 19 170    | 23 045    | 38 375    | 60 937  | 70 591  | 89 551  |
| 1897      | 1923      | 1926      | 1937      | 1939    | 1959    | 1970    |
| 159 590   | 233 958   | 294 044   | 451 679   | 519 220 | 694 664 | 889 020 |
| 1979      | 1989      | 2002      | 2014      |         |         |         |
| 1 066 022 | 1 259 692 | 1 073 345 | 1 062 282 |         |         |         |

Етнически състав:
(2007)
- 80% – грузинци
- 7% – арменци
- 7% – азербайджанци
- 5% – руснаци
- 3% – осетинци
- 2% – кюрди
- 2% – гърци

### Религия
По данни от преброяването през 2002 г. около 91,4% от жителите на столицата принадлежат към Грузинската православна църква, 4,8% – към Арменската апостолическа църква, 1,1% са мюсюлмани, 0,3% са католици, а 0,2% са юдеи.

## Икономика
Тбилиси е икономическото сърце на Грузия, генерирайки около половината БВП на страната. Секторът на услугите е водещ в Тбилиси, като той представлява 88% от БВП. Безработицата обхваща 16,5% от населението на столицата. Според класацията на компанията Mercer от 2015 г., Тбилиси е 10-ият най-евтин град в света.

### Транспорт
Тбилиси разполага с международно летище. От 1966 г. насам функционира Тбилиският метрополитен. Градът има изградена трамвайна мрежа, но основният начин за транспорт остават маршрутките.

## Личности
- Хора от Тбилиси